# Cecilia Fire Thunder
 (novembre 2017).
Cecilia (ou Cecelia) Fire Thunder (née le 24 octobre 1946 à Pine Ridge dans le Dakota du Sud) est une infirmière américaine, membre de la tribu amérindienne des Oglala. Du 2 novembre 2004 au 29 juin 2006, elle est la première femme de sa tribu à devenir présidente de la tribu Oglala du Dakota du Sud. Elle est démise par le conseil tribal suivant une procédure d'impeachment à cause de son opposition à la loi du 4 mars 2006 interdisant presque complètement l'avortement dans l'État du Dakota du Sud.

## Avant Pine Ridge
Née Cecilia Apple, elle est issue d'une famille de sept filles de la réserve indienne de Pine Ridge. Elle a épousé Ben Fire Thunder avec qui elle a eu deux fils.
Dans les années 1960, sa famille est relogée à Los Angeles où elle réussit des études d'infirmière.

## Militance et carrière politique
Cecilia Fire Thunder revient à Pine Ridge en 1987 et travaille à l'hôpital de la réserve. Face à la violence domestique que connaissent des femmes de la tribu et contre l'alcoolisme, elle crée l'association Sacred Circle.
Le 2 novembre 2004, elle fut élue présidente de la tribu Oglala du Dakota du Sud, la première femme de cette tribu à accéder à ce poste. Elle est suspendue pendant 66 jours fin 2005 le temps que le conseil tribal enquête et écarte une plainte concernant un prêt de 38 millions de dollars.
Après le vote par le Congrès de l'État en mars 2006 d'une loi interdisant l'avortement, y compris en cas d'inceste ou de viol, elle annonça le projet d'ouvrir une clinique de planning familial à l'intérieur de la réserve indienne. Signalant que les associations indiennes n'ont pas été consultée, elle a témoigné devant une commission du Sénat fédéral qu'une Amérindienne des États-Unis sur trois a été victime d'un viol.
Le conseil tribal la suspend de ses fonctions présidentielles le 31 mai 2006 et vote une législation interdisant l'avortement sur le territoire de la réserve. Le 29 juin 2006, Fire Thunder est démise par une procédure d'impeachment sur les motifs qu'elle n'avait pas le pouvoir de créer une telle clinique, qu'elle n'avait pas consulté et obtenu la permission du conseil. Le vice-président Alex White Plume lui succède jusqu'aux élections de novembre 2006.
Cette destitution lui apporta une notoriété suffisante pour militer contre la loi anti-avortement de l'État du Dakota du Sud. Le 7 novembre 2006, la proposition d'interdire l'IVG dans le Dakota du Sud a été rejetée par les citoyens.